# 克兰蒂约
克兰蒂约（法語：Craintilleux，法語發音：[kʁɛ̃tijø]）是法国卢瓦尔省的一个市镇，属于蒙布里松区。

## 地理
克兰蒂约（45°35'0"N, 4°14'5"E）面积8.22 平方千米，位于法国奥弗涅-罗讷-阿尔卑斯大区卢瓦尔省，该省份为法国中南部省份，北起顺时针与索恩-卢瓦尔省、罗讷省、伊泽尔省、阿尔代什省、上盧瓦爾省、多姆山省和阿列省接壤。
与克兰蒂约接壤的市镇（或旧市镇、城区）包括：于尼亚、沃谢特、大洛皮塔勒、里瓦、圣西普里安、叙里勒孔塔勒。

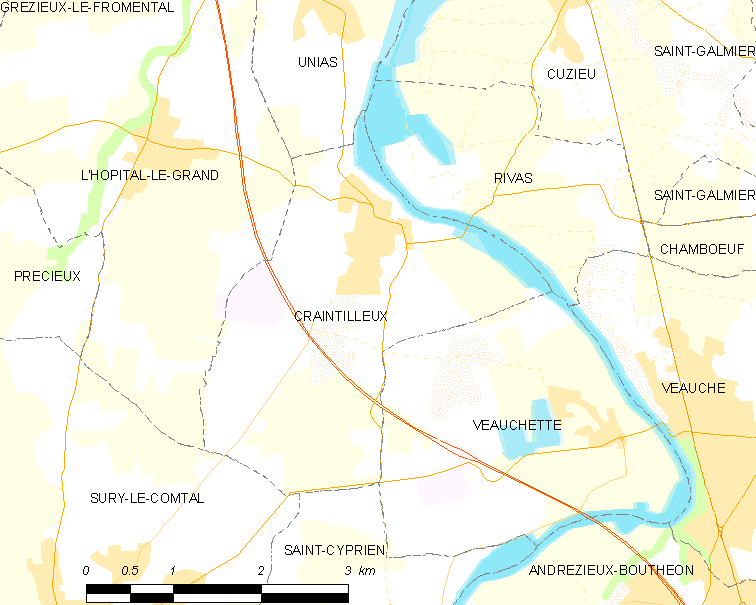
克兰蒂约的OSM定位图

克兰蒂约的时区为UTC+01:00、UTC+02:00（夏令时）。

## 行政
克兰蒂约的邮政编码为42210，INSEE市镇编码为42075。

## 政治
克兰蒂约所属的省级选区为昂德雷济约-布泰翁县。

## 人口

1962-2008年间克兰蒂约人口变化图示

克兰蒂约于2022年1月1日时的人口数量为1337人。